# Georgetown (Maryland)
Georgetown es un lugar designado por el censo ubicado en el condado de Kent en el estado estadounidense de Maryland. En el Censo de 2010 tenía una población de 143 habitantes y una densidad poblacional de 37,41 personas por km².

## Geografía
Georgetown se encuentra ubicado en las coordenadas 39°13′18″N 76°11′30″O / 39.22167, -76.19167. Según la Oficina del Censo de los Estados Unidos, Georgetown tiene una superficie total de 3.82 km², de la cual 3.81 km² corresponden a tierra firme y (0.41%) 0.02 km² es agua.

## Demografía
Según el censo de 2010, había 143 personas residiendo en Georgetown. La densidad de población era de 37,41 hab./km². De los 143 habitantes, Georgetown estaba compuesto por el 23.78% blancos, el 69.23% eran afroamericanos, el 0% eran amerindios, el 0.7% eran asiáticos, el 0% eran isleños del Pacífico, el 0.7% eran de otras razas y el 5.59% pertenecían a dos o más razas. Del total de la población el 2.8% eran hispanos o latinos de cualquier raza.